# Jasse Tuominen
Jasse Tuominen est un footballeur finlandais, né le 12 novembre 1995 à Lahti en Finlande, évoluant au poste d'attaquant au FC Inter Turku.

## Biographie

### En club
Lors de la saison 2016, il inscrit 10 buts dans le championnat de Finlande avec l'équipe du FC Lahti.

### En équipe nationale
Avec les espoirs, il marque en juin 2016 un but contre les îles Féroé, lors des éliminatoires du championnat d'Europe espoirs 2017.
Il joue son premier match en équipe de Finlande le 9 janvier 2017, en amical contre le Maroc (victoire 0-1 à Al-Aïn).

## Palmarès
- Champion de Biélorussie en 2017 avec le BATE Borisov